# Linea Piccadilly
La linea Piccadilly (in inglese Piccadilly line) è una linea della metropolitana di Londra, indicata con il colore blu scuro nella mappa della metropolitana e in origine in giallo prima della prima guerra mondiale, a servizio della città di Londra, in Inghilterra, Regno Unito. Essa è la terza linea del sistema metropolitano londinese per numero di passeggeri. La Piccadilly è una linea di profondità e ha un andamento da nord verso ovest attraversando la Zona 1, ovvero il centro di Londra. Delle sue 53 stazioni, 25 si trovano sotto terra e i marciapiedi delle stazioni sono lunghi 110 m.

## Storia

### Gli inizi
La linea Piccadilly iniziò come Great Northern, Piccadilly & Brompton Railway (GNP&BR), una delle molte ferrovie controllate dalla Underground Electric Railways Company (UERL).
Nel 1902, furono necessarie ben 26 proposte di legge prima che il Parlamento consentisse di poter costruire delle ferrovie sotterranee a Londra e fu poi necessaria una votazione del Parliamentary Committee per scegliere fra i progetti presentati il più degno di essere realizzato, ovvero la linea Piccadilly.
La linea definitiva venne scelta integrando fra loro due dei progetti presentati: la Great Northern and Strand Railway (GN&SR) e la Brompton and Piccadilly Circus Railway (B&PCR), scegliendo lo schema della Metropolitan and Metropolitan District Railways per la costruzione di una metropolitana di profondità fra le stazioni di South Kensington e di Earl's Court (approvate nel 1897 ma non costruite). Una sezione di connessione fra Piccadilly Circus e Holborn venne aggiunta per collegare le due linee fra di loro.
Quando la GNP&BR venne formalmente aperta il 15 dicembre 1906, la linea andava dal capolinea della linea Great Northern & City a Finsbury Park fino alla stazione della District Railway di Hammersmith.
Il 30 novembre 1907 venne aperto il breve tratto fra Holborn e Strand (poi rinominata Aldwych). Questa fu l'ultima variazione fatta sulla linea in quanto una proposta del 1905, poi reiterata nel 1965, di allungare la linea a Waterloo, facendola passare sotto il Tamigi, non venne mai realizzata.

### Variazioni successive
Il 1º luglio 1910 la GNP&BR e le altre compagnie ferroviarie (la Baker Street and Waterloo Railway, la Charing Cross, Euston & Hampstead Railway e la District Railway) vennero unificate da una legge del Parlamento, Act of Parliament, per trasformarsi in London Electric Railway Company.
Il 10 dicembre 1928 venne aperta la nuova stazione Piccadilly Circus, comprendente una biglietteria semi interrata e 11 scale mobili. Questo fu l'inizio dello sviluppo della linea che portò all'allargamento delle stazioni sulla base di quella di Piccadilly.

#### Estensione a Cockfosters
Dagli anni venti in avanti, si verificarono grosse congestioni di traffico al terminale nord di Finsbury Park, dove i passeggeri dovevano trasbordare su tram e bus per raggiungere le destinazioni a nord e a nord-est. Vi furono delle petizioni al Parlamento per richiedere una pronta estensione della linea a Tottenham ed Edmonton o verso Wood Green e Palmers Green. L'inizio degli anni trenta venne funestato dalla recessione e allo scopo di alleviare la grande disoccupazione, vennero immessi finanziamenti governativi. Il progetto più importante del tempo fu l'estensione della linea Piccadilly da Finsbury Park a Cockfosters. Venne anche deciso di costruire una stazione fra Manor House e Turnpike Lane all'incrocio di Green Lanes e St. Ann's Road a Harringay, ma questo progetto venne bloccato sostenendo che il servizio di bus e tram era perfettamente adeguato alle necessità. Venne comunque realizzata una stazione di ventilazione sullo stesso stile delle altre, che è ancora visibile al giorno d'oggi. Vi fu anche un'opposizione da parte della London and North Eastern Railway, ma l'estensione venne realizzata in galleria da Finsbury Park ad Arnos Grove. La lunghezza totale dell'estensione fu di 12 km e costò 4 milioni di sterline per costruire e aprire le seguenti sezioni:
- 19 settembre 1932: per Arnos Grove
- 13 marzo 1933: per Enfield West (ora Oakwood), in contemporanea all'allungamento verso ovest fino a Hounslow West
- 19 luglio 1933: completamento fino a Cockfosters

#### Estensione verso ovest
La possibilità di estendere la linea a ovest di Hammersmith, usando delle linee ferrate già esistenti, si cominciò a discutere nel 1913. Un rapporto del Parlamento raccomandò, nel 1919, l'allungamento a Richmond ed Ealing. Intorno alla fine degli anni '20 si stabilì la priorita di servire la zona di Hounslow e il nord e ovest di Ealing. Come conseguenza di ciò vennero recuperate alcune linee interne che collegavano Hammersmith ad Acton Town e venne realizzato un servizio diretto senza fermate intermedie, mentre la Metropolitan District Railway continuò a realizzare delle fermate intermedie su un'altra linea. La costruzione dei collegamenti iniziò nel 1930 e venne completata come indicato di seguito:
- Per Uxbridge: la District Railway aveva operato servizi per Uxbridge sin dal 1910. I servizi District vennero acquisiti dalla Piccadilly line:
  - 4 luglio 1932: estensione da Hammersmith a South Harrow
  - 23 ottobre 1933 (dopo la costituzione del London Passenger Transport Board: per Uxbridge
- a Hounslow: la linea da Acton Town venne quadruplicata fino a Northfields il 18 dicembre 1932 e la linea Piccadilly venne estesa:
  - 9 gennaio 1933: a Northfields
  - 13 marzo 1933: a Hounslow West, contemporaneamente con l'estensione a est fino a Enfield West.

Queste estensioni furono caratterizzate dalle architetture Art déco di molte delle nuove stazioni.

#### Victoria line
Nel corso della pianificazione della costruzione della linea Victoria, venne avanzata la proposta di trasferire la stazione di Manor House alla linea Victoria e di costruire dei nuovi tunnel diretti, fra Finsbury Park e Turnpike Lane, allo scopo di abbreviare il tempo di percorrenza sia all'interno che all'esterno dell'area centrale di Londra. L'idea venne però subito scartata sia per gli inconvenienti che avrebbe creato nel corso dei lavori che per l'elevato costo degli stessi. Anche così, la linea Piccadilly venne interessata dai lavori di costruzione della linea Victoria presso la stazione di Finsbury Park. Il servizio verso ovest venne deviato attraverso un nuovo tunnel per creare la interconnessione con la linea Victoria sulle piattaforme in precedenza usate dalla linea Northern City. Questi lavori vennero completati nel 1965, e la deviazione entrò in funzione il 3 ottobre 1965, tre anni prima dell'apertura del primo tratto della linea Victoria.

#### Estensione per Heathrow

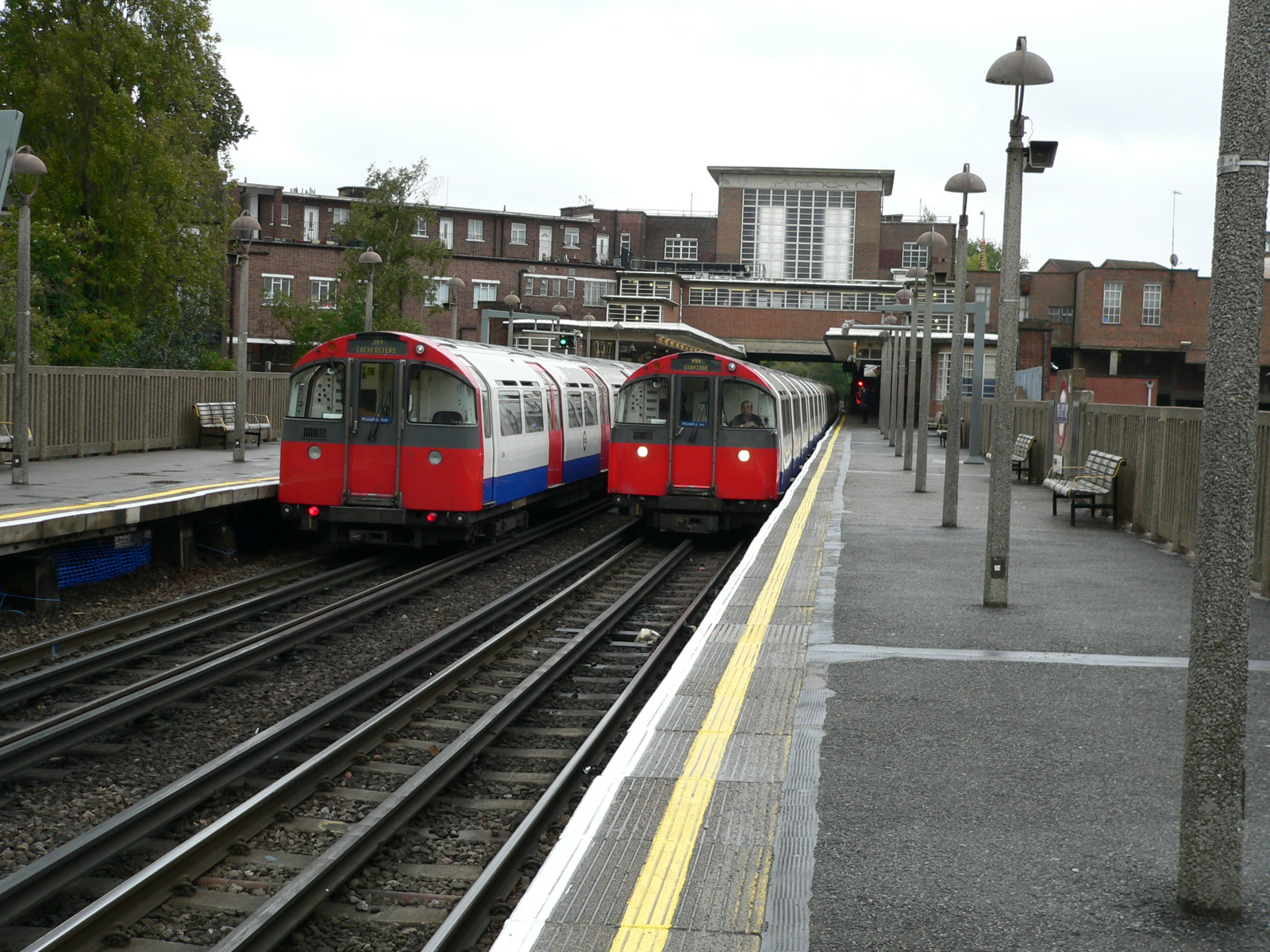
Un treno della linea Piccadilly

Nel 1975, venne aperta una nuova sezione per Hatton Cross da Hounslow West e Hounslow West divenne una stazione inserita dentro un tunnel. Nel 1977, la diramazione venne estesa a Heathrow Central. Questa stazione venne rinominata Heathrow Terminals 1, 2, 3 nel 1984, in occasione dell'apertura di un anello che serviva la stazione Heathrow Terminal 4 posta a sud dell'area del terminal centrale dell'aeroporto di Heathrow.
Dal 7 gennaio 2005 al 17 settembre 2006, l'anello via Heathrow Terminal 4 venne chiuso per consentire la connessione alla nuova stazione Terminal 5. Tutti i servizi della metropolitana vennero spostati al terminal 1, 2 e 3, che divenne il temporaneo capolinea; dei bus navetta vennero impiegati per il collegamento al terminal 4. La stazione del terminal 5 venne aperta il 27 marzo 2008.

### Attacco terroristico del 2005
Il 7 luglio 2005, un treno della linea Piccadilly venne attaccato da un commando suicida che alle 8:50 mentre percorreva il tunnel fra le stazioni di King's Cross St. Pancras e Russell Square. Esso fu parte di un attacco coordinato sulla rete dei trasporti pubblici di Londra che coinvolse anche due altri treni della linea Circle e un bus a Tavistock Square. Il piccolo ordigno esplosivo, nascosto in una piccola borsa, causò la morte immediata dell'attentatore oltre quella di 26 passeggeri del treno. Numerosissimi furono poi i feriti. I soccorsi furono molto difficili a causa della profondità della linea che rimase chiusa per il resto del giorno. Una parte del tracciato venne riaperta il giorno successivo, da Hyde Park Corner e Arnos Grove, mentre la completa riapertura del tracciato avvenne soltanto il 4 agosto, esattamente quattro settimane dopo l'attentato.

### Frequenze dei treni
6 per ora - Cockfosters - Heathrow Terminal 5
6 per ora - Cockfosters - Heathrow Terminal 4
3 per ora - Cockfosters - Uxbridge
3 per ora - Cockfosters - Rayners Lane
6 per ora - Arnos Grove - Northfields

### Mappa
La mappa della Piccadilly Line è disponibile sul sito della TfL.

## Stazioni
(In ordine da est a ovest.)

### Diramazione Cockfosters

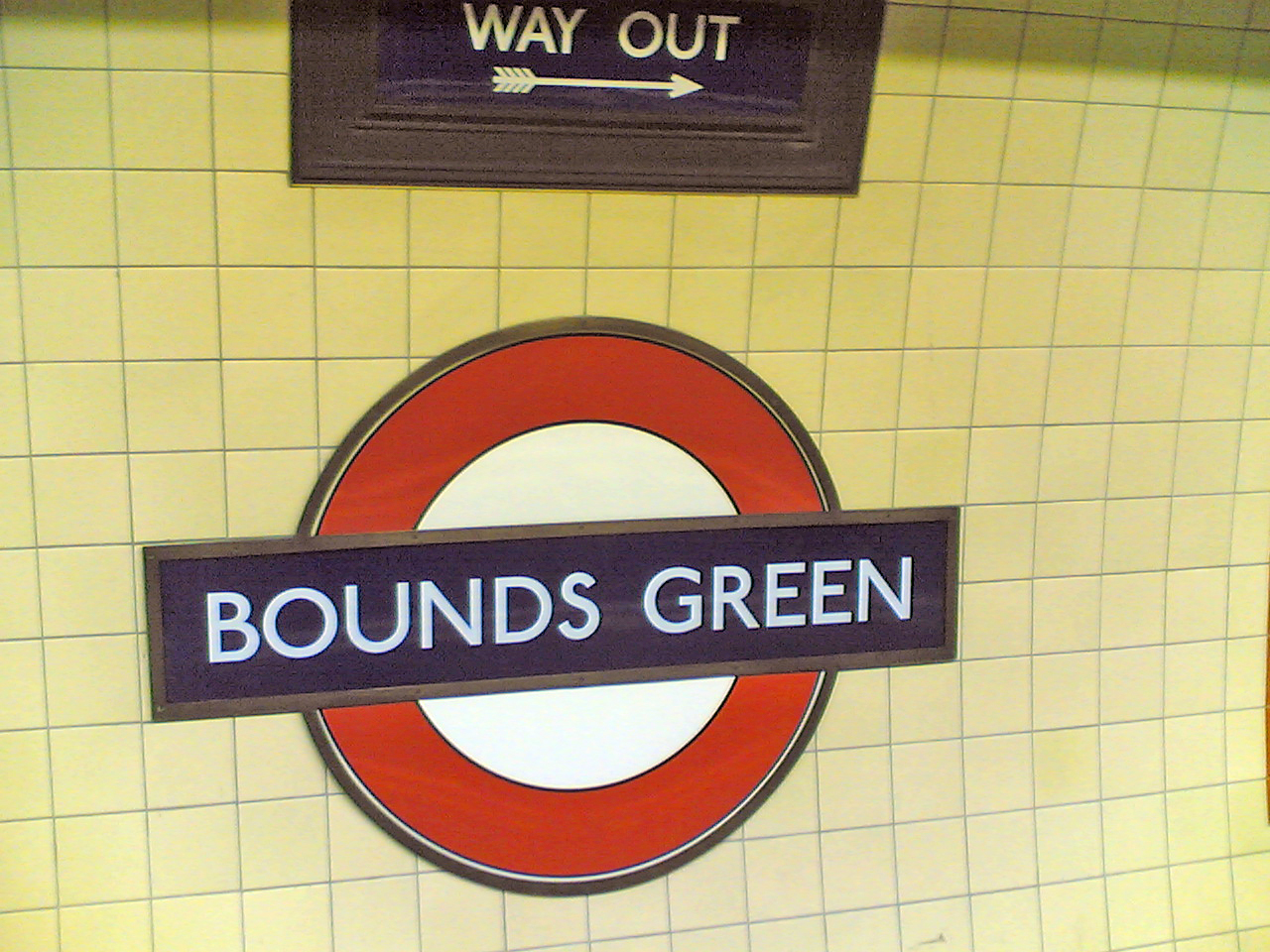
La stazione di Bounds Green

- Cockfosters, aperta il 31 luglio 1933 (Comprende uno dei due depositi dei treni).
- Oakwood, aperta il 13 marzo 1933 (con il nome di Enfield West); rinominata Enfield West (Oakwood) il 3 maggio 1934; rinominata ancora al nome attuale il 1º settembre 1946.
- Southgate, aperta il 13 marzo 1933 (in tunnel).
- Arnos Grove, aperta il 19 settembre 1932

Inizio della sezione interrata
- Bounds Green, aperta il 19 settembre 1932.
- Wood Green, aperta il 19 settembre 1932.
- Turnpike Lane, aperta il 19 settembre 1932.
- Manor House, aperta il 19 settembre 1932.

### Sezione originaria
- Finsbury Park, aperta il 15 dicembre 1906.
- Arsenal, aperta il 15 dicembre 1906 (come Gillespie Road); rinominata Arsenal (Highbury Hill) il 31 ottobre 1932; il suffisso venne poi eliminato.
- Holloway Road, aperta il 15 dicembre 1906.
- Caledonian Road aperta il 15 dicembre 1906.
- King's Cross St. Pancras aperta il 15 dicembre 1906 (come King's Cross); rinominata come King's Cross for St. Pancras 1927; rinominata all'attuale nome 1933.
- Russell Square, aperta il 15 dicembre 1906.
- Holborn, aperta il 15 dicembre 1906; rinominata come Holborn (Kingsway) 22 maggio 1933; il suffisso venne poi eliminato.
- Covent Garden, aperta il 11 aprile 1907.
- Leicester Square, aperta il 15 dicembre 1906.
- Piccadilly Circus, aperta il 15 dicembre 1906.
- Green Park, aperta il 15 dicembre 1906 (come Dover Street); rinominata il 18 settembre 1933.
- Hyde Park Corner, aperta il 15 dicembre 1906 (A seguito dell'attentato è divenuta capolinea provvisorio).
- Knightsbridge, aperta il 15 dicembre 1906.
- South Kensington, aperta l'8 gennaio 1907.
- Gloucester Road, aperta il 15 dicembre 1906.
- Earl's Court, aperta il 15 dicembre 1906.

Fine sezione in tunnel
- Barons Court, aperta il 15 dicembre 1906.
- Hammersmith aperta il 15 dicembre 1906.

### Estensione per Hounslow e Uxbridge
- Turnham Green, aperta il 1º gennaio 1869 da London and South Western Railway; in servizio sulla linea Piccadilly dal 23 giugno 1963.
- Acton Town, aperta il 1º luglio 1879 da Metropolitan District Railway, successivamente linea District; in servizio sulla linea Piccadilly dal 4 luglio 1932.

La linea su suddivide in due diramazioni — Heathrow e Uxbridge.

### Diramazione Heathrow
(Continuazione da Acton Town.)
- South Ealing, aperta il 1º maggio 1883 da Metropolitan District Railway, successivamente linea District; in servizio sulla linea Piccadilly dal 29 aprile 1935.
- Northfields, aperta il 16 aprile 1908 dalla District (possiede uno dei due depositi e alcuni treni hanno capolinea qui); in servizio sulla Piccadilly dal 9 gennaio 1933.
- Boston Manor, aperta il 1º maggio 1883 dalla District; prima ubicata sulla linea Piccadilly 13 marzo 1933.
- Osterley, aperta il 23 marzo 1934.
- Hounslow East: aperta il 2 maggio 1909 (come Hounslow Town) dalla District, rinominata il 1º dicembre 1925; in servizio sulla Piccadilly dal 13 marzo 1933.
- Hounslow Central, aperta il 1º aprile 1886 come (Heston-Hounslow) dalla District, rinominata il 1º dicembre 1925; in servizio sulla linea Piccadilly dal 13 marzo 1933.

Inizio della tratta in tunnel
- Hounslow West, aperta il 21 luglio 1884 (come Hounslow Barracks) dalla District, rinominata il 1º dicembre 1925; in servizio sulla Piccadilly dal 13 marzo 1933, spostata il 19 luglio 1975.
- Hatton Cross, aperta il 19 luglio 1975.
- Heathrow Terminal 4, aperta il 12 aprile 1986.
- Heathrow Terminals 2 & 3, aperta il 16 dicembre 1977 (come Heathrow Central); rinominata Heathrow Central Terminals 1, 2, 3 il 3 settembre 1983; rinominata Heathrow Terminals 1, 2, 3 il 12 aprile 1986; rinominata Heathrow Terminals 2 & 3 nel gennaio 2016.
- Heathrow Terminal 5 aperta il 27 marzo 2008.

Questa sezione è un anello che parte dalla stazione di Hatton Cross e quindi porta a Terminal 4, gira per il Terminals 1, 2, 3 e quindi torna a Hatton Cross o al Terminals 1, 2, 3, e poi al Terminal 5.
Proprio di fronte alla stazione Terminal 2 & 3, la linea entra nella nuova sezione per raggiungere la stazione Heathrow Terminal 5, aperta nel marzo del 2008. La metà dei treni destinati a Heathrow, percorrono l'anello e raggiungono la stazione Terminal 4 mentre l'altra metà salta quest'ultima stazione e si ferma al Terminal 5.

### Diramazione Uxbridge
(continuazione da Acton Town)
- Ealing Common, aperta il 4 luglio 1932.
- North Ealing, aperta il 23 giugno 1903 dalla District; in servizio sulla linea Piccadilly dal 4 luglio 1932.
- Park Royal, aperta il 6 luglio 1931 dalla District; in servizio sulla linea Piccadilly dal 4 luglio 1932; rinominata Park Royal (Hanger Hill) il 1º marzo 1936; rinominata al nome attuale nel 1947.
- Alperton, aperta il 28 giugno 1903 (come Perivale-Alperton) dalla District; rinominata 7 ottobre 1910; in servizio sulla Piccadilly dal 4 luglio 1932.
- Sudbury Town aperta il 28 giugno 1903 dalla District; in servizio sulla linea Piccadilly dal 4 luglio 1932.
- Sudbury Hill (Sudbury Hill Harrow), aperta il 28 giugno 1903 dalla District; in servizio sulla linea Piccadilly dal 4 luglio 1932.
- South Harrow, aperta il 28 giugno 1903 dalla District; in servizio sulla linea Piccadilly dal 4 luglio 1932; per spostamento 4 luglio 1935; riaperta il 5 luglio 1935.
- Rayners Lane, aperta il 1º marzo 1910 dalla District; in servizio sulla linea Piccadilly dal 23 ottobre 1933 (da qui a Uxbridge i treni viaggiano sulla linea Metropolitan, e alcuni di essi hanno il capolinea qui).
- Eastcote, aperta il 1º marzo 1910 dalla District; in servizio sulla linea Piccadilly dal 23 ottobre 1933.
- Ruislip Manor, aperta il 5 agosto 1912 dalla District; in servizio sulla linea Piccadilly dal 23 ottobre 1933.
- Ruislip, aperta il 1º marzo 1910 dalla District; in servizio sulla linea Piccadilly dal 23 ottobre 1933 (alcuni treni hanno il capolinea qui nelle ore di punta dal lunedì al venerdì).
- Ickenham, aperta il 1º marzo 1910 dalla District; in servizio sulla linea Piccadilly dal 23 ottobre 1933.
- Hillingdon aperta il 10 dicembre 1923 dalla District; in servizio sulla linea Piccadilly dal 23 ottobre 1933; rinominata Hillingdon (Swakeleys) nell'aprile 1934; il suffisso venne poi abolito; chiusa per lo spostamento il 5 dicembre 1992; riaperta il 6 dicembre 1992.
- Capolinea: Uxbridge aperta il 1º marzo 1910 dalla District; in servizio sulla linea Piccadilly dal 23 ottobre 1933; chiusa per lo spostamento il 3 dicembre 1938; riaperta il 4 dicembre 1938.

## Stazioni chiuse

Diramazione di Aldwych

- Aldwych: aperta il 30 novembre 1907 come Strand. Essa fu il capolinea del ramo di Holborn. Dal 1917 essa venne servita soltanto come navetta da Holborn. Nello stesso anno venne rinominata Aldwych quando Charing Cross sulla linea Northern venne rinominata Strand. Venne chiusa temporaneamente nel 1940 durante la seconda guerra mondiale per essere usata come ricovero durante i bombardamenti. Riaprì poi nel 1946. La possibilità di estendere la diramazione fino a Waterloo venne discussa ma mai realizzata[4]. Venne chiusa definitivamente il 30 settembre 1994 a causa dello scarso movimento passeggeri che avrebbe gravato troppo sui costi di ristrutturazione che si erano resi necessari.
- Brompton Road: aperta il 15 dicembre 1906; chiusa il 30 luglio 1934, è situata fra Knightsbridge e South Kensington.
- Down Street: aperta il 15 dicembre 1906; chiusa il 21 maggio 1932, è situata fra Green Park e Hyde Park Corner.
- Osterley Park and Spring Grove: aperta il 13 marzo 1933; chiusa il 24 marzo 1934 è situata fra Boston Manor e Hounslow East. Venne sostituita da Osterley.
- Park Royal & Twyford Abbey: aperta il 23 giugno 1903; chiusa il 5 luglio 1931. Anche se si trova sull'attuale rotta della linea Piccadilly, a breve distanza dall'attuale stazione di Park Royal, essa non venne mai servita dalla linea Piccadilly. La stazione venne aperta sulla linea District, l'operatore originario della linea fra Ealing Common e South Harrow, e venne chiusa e sostituita con l'attuale stazione di Park Royal, prima che la linea Piccadilly iniziasse a servire la stazione di South Harrow nel 1932.
- York Road: aperta il 15 dicembre 1906; chiusa il 19 settembre 1932, tra King's Cross St Pancras e Caledonian Road. Si è detto[5] che questa stazione possa essere riaperta per servire i prossimi sviluppi della vicina zona di King's Cross, anche se il numero di passeggeri previsto non è tale da giustificare il costo di ristrutturazione della stazione.